# Сухі колодки
Урочище «Сухі колодки» — один з об'єктів природно-заповідного фонду Черкаської області, комплексна пам'ятка природи місцевого значення.

## Розташування

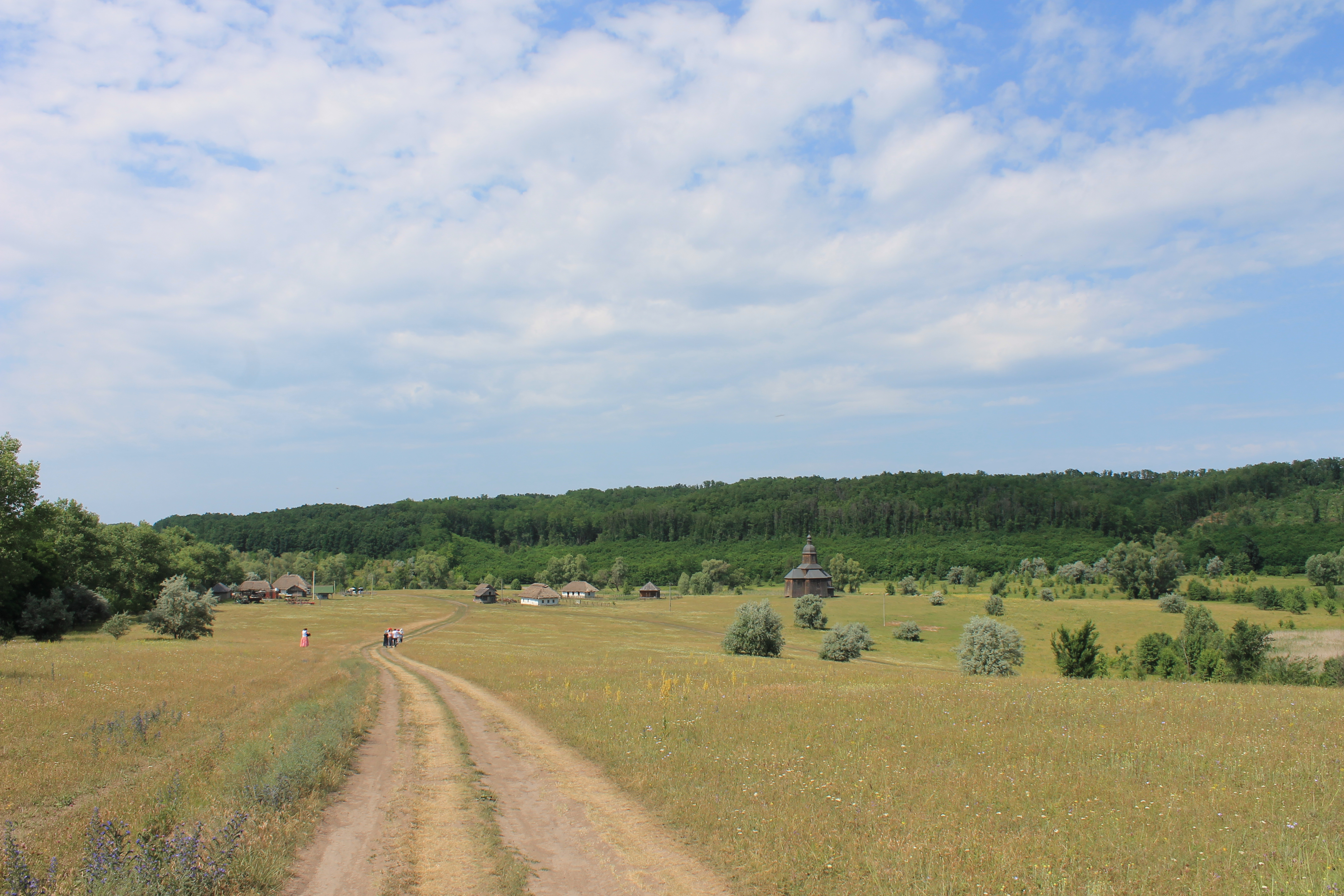
Урочище «Сухі колодки» поблизу села Стецівка

Пам'ятка природи розташована в Черкаському районі Черкаської області на території Чигиринської міської громади, поблизу села Стецівка. Перебуває у віданні національного історико-культурного заповідника «Чигирин».

## Історія
Комплексна пам'ятка природи місцевого значення «Урочище „Сухі колодки“» була оголошена рішенням Черкаської обласної ради народних депутатів № 23-13/V від 26 грудня 2008 року.
Назва повязана з тим, що за легендами саме через балку, яка була сухою у будь-яку погоду, у давні часи пролягав чумацький шлях.

## Мета
Мета створення пам'ятки природи — збереження та відтворення цінних природних комплексів, генофонду рослинного і тваринного світу на території Черкаської області.

## Значення
Комплексна пам'ятка природи місцевого значення «Урочище „Сухі колодки“» має природоохоронне і естетичне значення. Забезпечує збереження сприятливого гідрологічного режиму прилеглих територій.

## Загальна характеристика
Комплексна пам'ятка природи місцевого значення «Урочище „Сухі колодки“» загальною площею 162,5776 га має горбистий рельєф, що чергується із заболоченими ділянками та створює неповторні краєвиди.